# Campiche
Campiche es una localidad rural perteneciente a la Comuna de Puchuncaví, Provincia de Valpariso,  Región de Valparaíso, Chile.
La población aproximada es de 1000 personas, limita al norte con Puchuncaví, al sur con Las Ventanas y La Chocota, al este con Los Maitenes y al oeste con Quirilluca.

## Descripción
La localidad de Campiche cuenta con la escuela mixta GN-184, el club deportivo "Bernardo O'higgins", una capilla de la Iglesia Católica, la Junta de Vecinos y un Comité de Agua Potable Rural fundado en el año 1996.
El sector Comercial está constituido por, almacenes, restaurantes, centros turísticos, la agricultura, centros nocturnos, etc.
Las Actividades culturales contemplan, la "Fiesta del Poroto Verde", la Fiesta de Las Carmenes, campeonato de football, etc.

## Toponimia
Campiche deriva del mapudungun, y significa "Campo de Piches".

## Historia
Francisco Astaburuaga escribió en 1899 en su obra póstuma Diccionario geográfico de la República de Chile sobre la villa:
Puchuncaví.-—Villa del departamento de Quillota situada por los 32° 41' Lat. y 71° 26' Lon. y á unos 30 kilómetros hacia el NO. de su capital; deja á 10 kilómetros un tanto al SO. al puerto de Quintero y seis ó siete al O. á la bahía de Horcón, con la cual se comunica por un camino carretero, como igualmente con la caleta de Maintencillo próxima hacía el N. Está asentada en terreno desigual á 117 metros de altitud y rodeada de estrechos vallejos fértiles, pasando por ella una pequeña corriente de agua que va á morir al O. en la laguna de Campiche. Contiene iglesia parroquial antigua, escuela gratuita para niños y niñas, oficinas de correo y registro civil, y 1,485 habitantes. Su asiento estuvo primitivamente ocupado por antiguos indios peruanos; pasó después á ser una reduoción y en el último tercio del siglo pasado, centro parroquial. Por decreto de 6 de abril de 1875 se le confirió el título de villa.